# Коценцин-Бродови
Коценцин-Бродови (пол. Kocięcin Brodowy) — село в Польщі, у гміні Рацьонж Плонського повіту Мазовецького воєводства.
Населення — 146 осіб (2011).
У 1975-1998 роках село належало до Цехановського воєводства.

## Демографія
Демографічна структура станом на 31 березня 2011 року:
|          | Загалом | Допрацездатний вік | Працездатний вік | Постпрацездатний вік |
| -------- | ------- | ------------------ | ---------------- | -------------------- |
| Чоловіки | 72      | 27                 | 42               | 3                    |
| Жінки    | 74      | 22                 | 37               | 15                   |
| Разом    | 146     | 49                 | 79               | 18                   |